# 1761
Évszázadok: 17. század – 18. század – 19. század
Évtizedek: 1710-es évek – 1720-as évek – 1730-as évek – 1740-es évek – 1750-es évek – 1760-as évek – 1770-es évek – 1780-as évek – 1790-es évek – 1800-as évek – 1810-es évek
Évek: 1756 – 1757 – 1758 – 1759 –  1760 – 1761 – 1762 – 1763 – 1764 – 1765 – 1766

## Események
- január 16. – Indiában a britek elfoglalják Pondichéry-t.[1]
- május 1. – Joseph Haydn másodkarmesterként Esterházy Pál Antal herceg szolgálatába lép.[2]
- augusztus 6. – A párizsi parlament bezáratja a jezsuitákhoz kötődő oktatási intézményeket.[3]
- december 16. – Az oroszok Pjotr Alekszandrovics Rumjancev-Zadunajszkij marsall vezetésével elfoglalják a poroszoktól Kolberget.[4]

## Az év témái

### 1761 a tudományban
- június 6. – A Vénusz Nap előtti átvonulását megfigyelve Georg Christoph Silberschlag(wd) felfedezi a Vénusz atmoszféráját.

## Születések
- január 5. – Diószegi Sámuel, magyar botanikus, lelkész († 1813)
- február 16. – Jean-Charles Pichegru, francia tábornok és politikus a nagy francia forradalom idején († 1813)
- február 4. – Blasius Merrem, német természettudós, zoológus, ornitológus, herpetológus és matematikus († 1824)
- május 3. – August von Kotzebue, német író, drámaíró († 1819)
- augusztus 15. – Genersich János, magyar történész, pedagógus († 1823)
- szeptember 1. – Heinrich Eberhard Gottlob Paulus, német protestáns hittudós († 1851)
- szeptember 2. – Czinke Ferenc, egyetemi tanár, költő († 1835)
- október 11. – Nemesnépi Zakál György, őrségi író, az első magyar nyelvű tájmonográfia szerzője († 1822)
- november 11. – Philippe Buonarroti, olasz származású francia forradalmár († 1837)
- november 20. – VIII. Piusz pápa († 1830)[5]
- december 1. – Marie Tussaud, elzászi francia viaszöntő, a londoni Madame Tussaud panoptikum alapítója († 1850)
- december 24. – III. Szelim, az Oszmán Birodalom 29. szultánja († 1808)
- december 2. – Nicolas-Louis Robert francia feltaláló († 1828)

## Halálozások
- február 6. – I. Kelemen Ágost, a Wittelsbach-házból származó bajor választófejedelmi herceg, 1723–61-ig Köln hercegérseke, és választófejedelme, a kölni fejedelemség világi birtokosa, a római Szentszék legátusa, a Német Lovagrend nagymestere, valamint Regensburg, Münster, Osnabrück, Paderborn és Hildesheim püspöke (* 1700)
- július 4. – Samuel Richardson, angol író (* 1689)
- október 2. – Mikes Kelemen, II. Rákóczi Ferenc kamarása (* 1690)